# Chery Tiggo 9
La Chery Tiggo 9 (in cinese :奇瑞瑞虎9; pinyin: Qíruì Ruìhǔ 9) è un crossover di grandi dimensioni, prodotta dalla casa automobilistica cinese Chery sotto il sub-marchio Tiggo.

## Descrizione
Introdotta nel marzo 2023,, si posiziona come ammiraglia della serie Tiggo sopra la Chery Tiggo 8 ed è disponibile sia a due file di sedili con cinque posti che a tre file con sette posti. 
La versione di produzione per il mercato cinese della Tiggo 9 è stata presentata durante salone di Shanghai a marzo 2023. Il Tiggo 9 poggia sul telaio derivato dalla piattaforma T1X e presenta sospensioni CDC che realizzano una regolazione continua della durezza o molleggio delle sospensioni in base a vari parametri, con montanti MacPherson all'anteriore e al posteriore di tipo multi-link. Le ruote sono da 20 pollici.
L'interno è dotato di uno schermo per il quadro strumenti LCD da 12,3 pollici e uno schermo nella console centrale da 12,3 pollici curvato verso il conducente. Le funzionalità digitali del sistema di infotainment sono alimentate da un chip Qualcomm Snapdragon 8155. Per il sistema audio è dotato di un sistema surround Sony a 14 altoparlanti.
Il motore della Tiggo 9 è un benzina turbocompresso Kunpeng Power TDGi da 2,0 litri a quattro cilindri che produce 195 kW (265 CV) e 400 N⋅m di coppia. Il motore è abbinato a una trasmissione automatica Aisin a otto marce e trazione integrale. La velocità massima della Tiggo 9 è di 205 km/h, con un consumo di carburante combinato di 7,7 L/100 km (13 km/L). 
A marzo 2024, la Chery ha lanciato nel mercato cinese la versione ibrida plug-in della Tiggo 9 chiamata Chery Fulwin T10, con un'accelerazione da 0 a 100 chilometri orari in 4,5 secondi e un'autonomia secondo il ciclo d'omologazione CLTC di 1300 chilometri. La batteria della Tiggo 9 può essere ricaricata dal 30% all'80% in 18 minuti.
Per i mercati d'esportazione è stata inizialmente rinominata Jaecoo 9, ma in seguito è stata ribattezzata Jaecoo J8. Il Jaecoo J8 ha fatto il suo debutto mondiale in Qatar nell'ottobre 2023.